# Holenderska interwencja na Bali (1906)

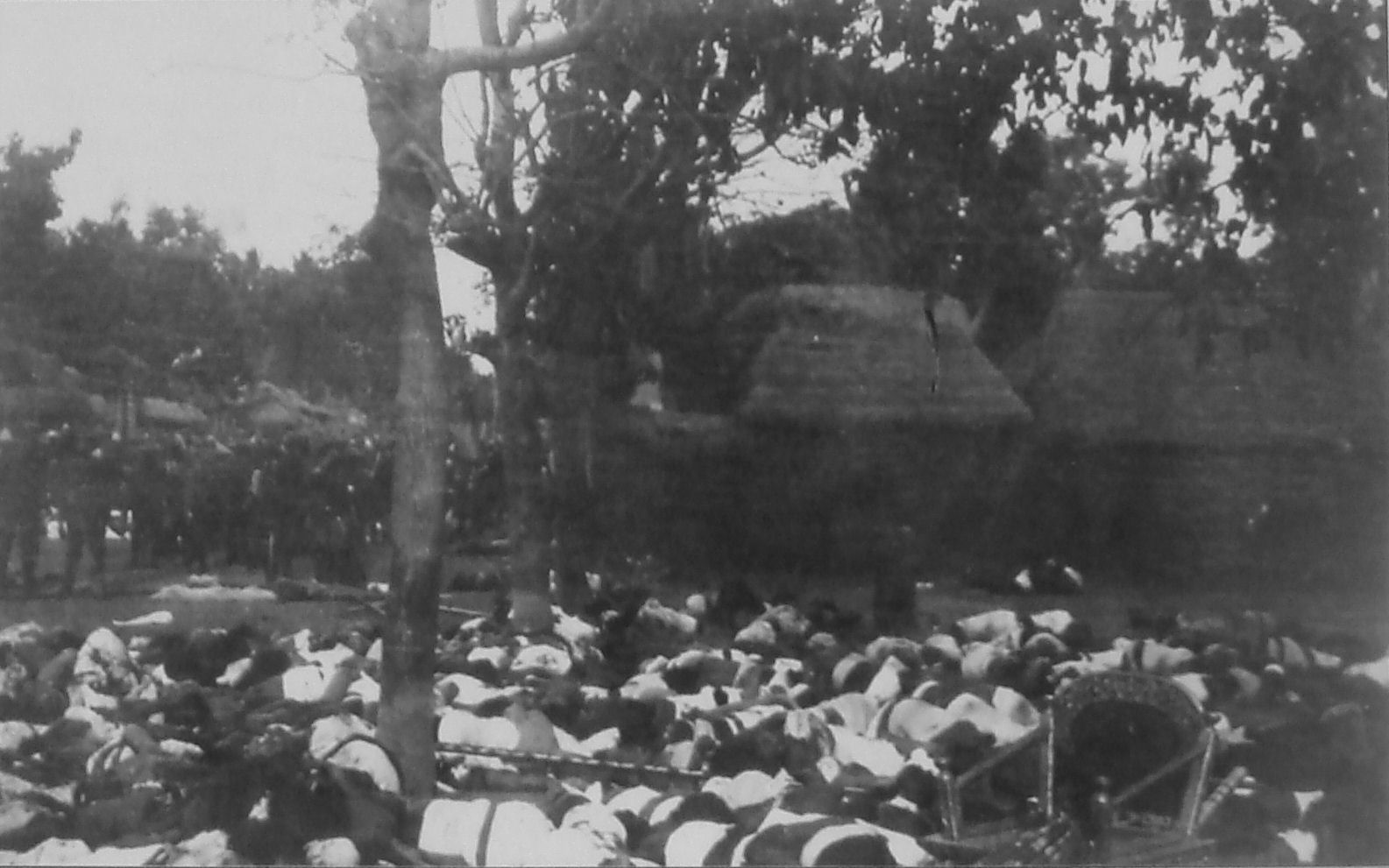
Ofiary puputanu w Denpasar. Żołnierze holenderscy widoczni są po lewej stronie

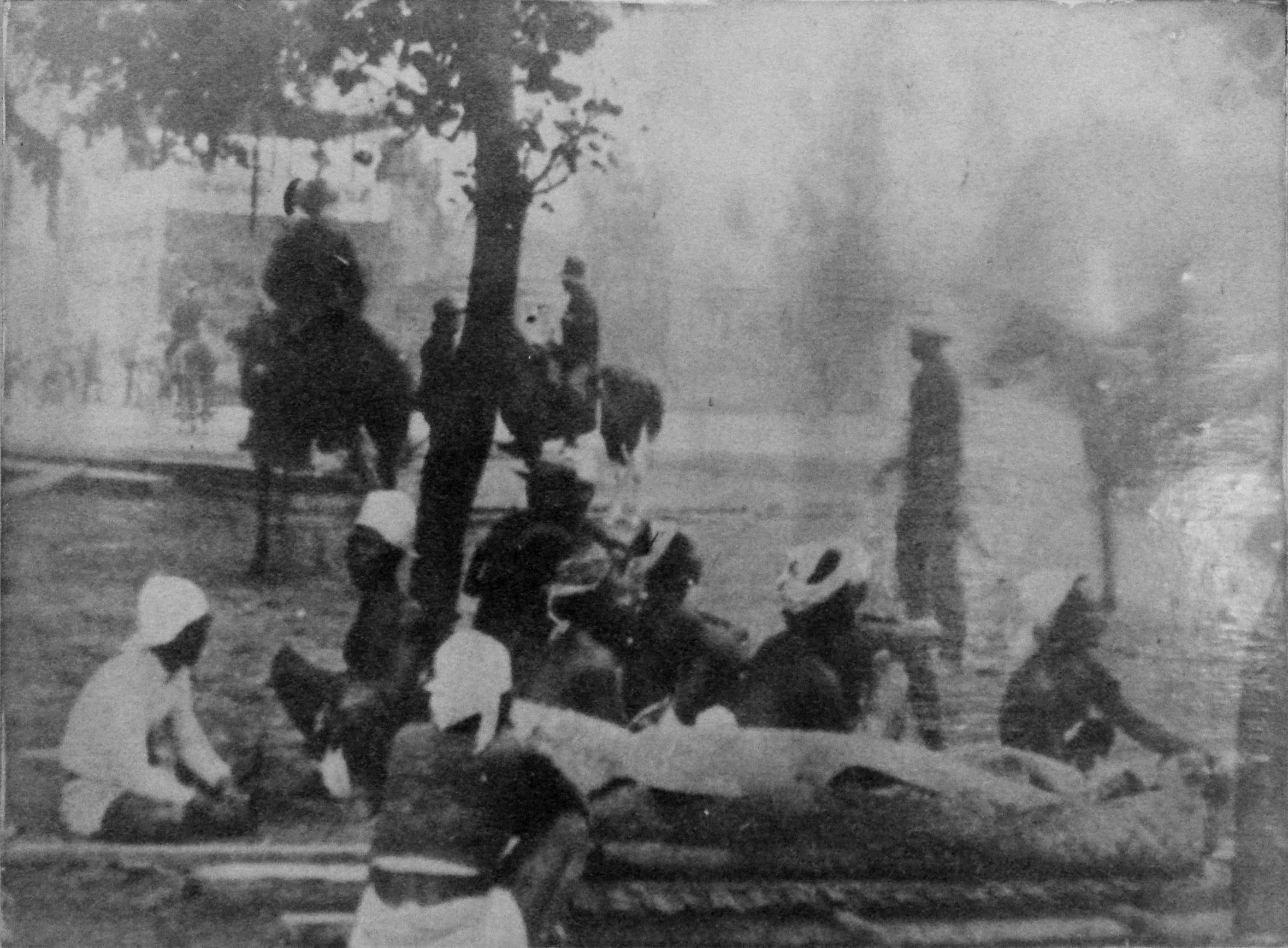
Owijanie zwłok radży w Denpasar

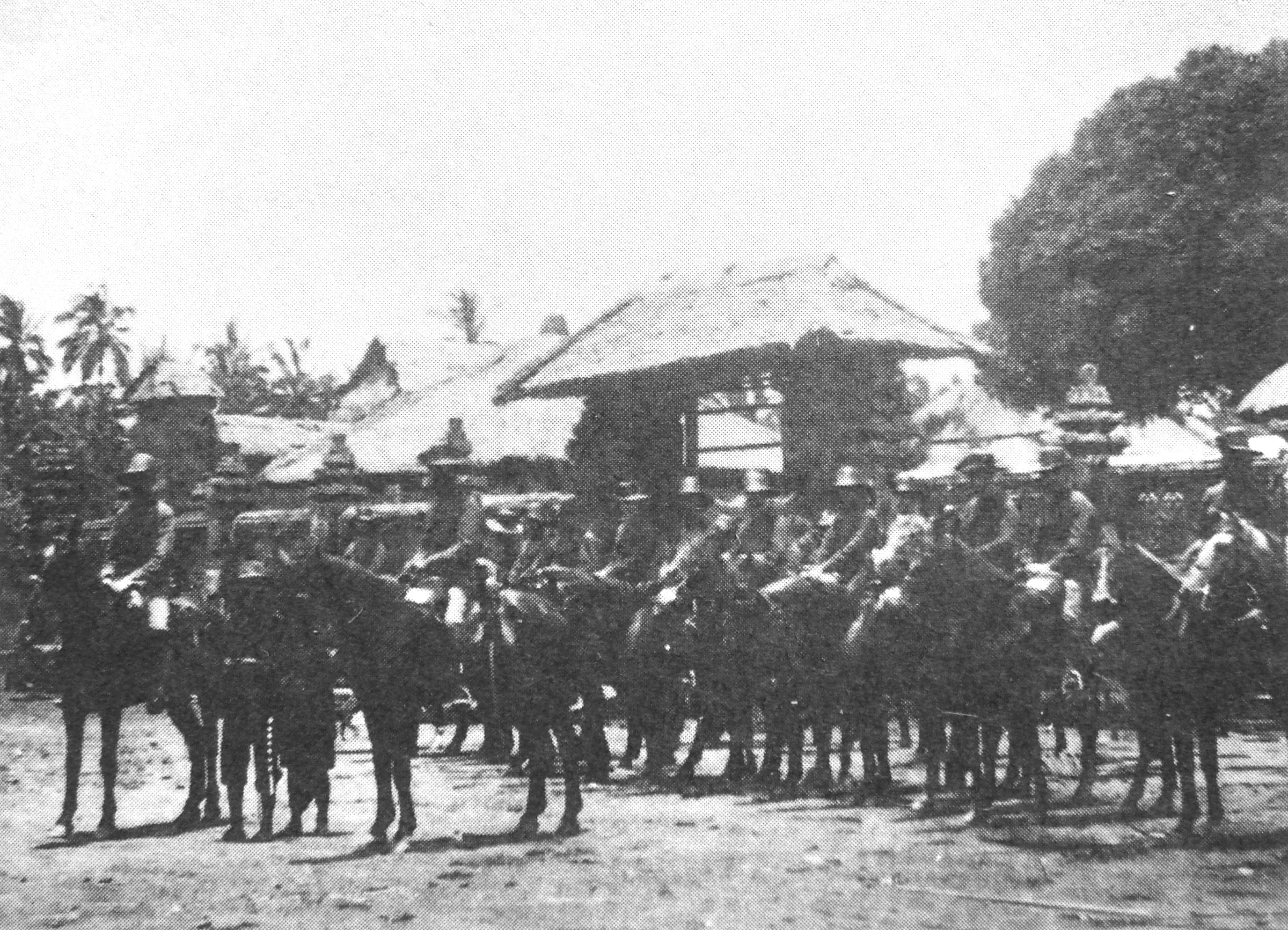
Holenderska kawaleria przed pałacem królewskim w Tabananie

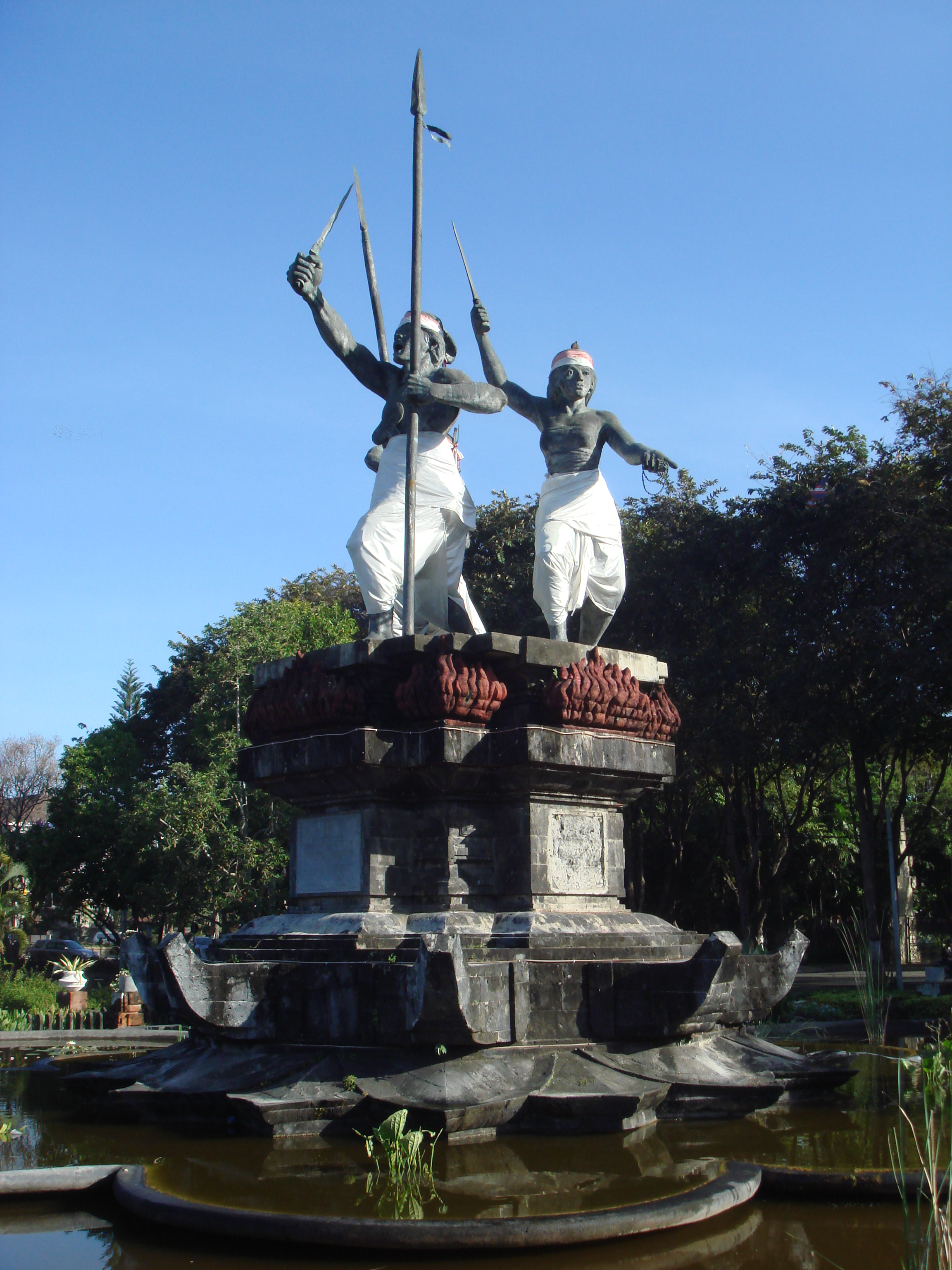
Pomnik w Denpasar ku czci puputanu

Holenderska interwencja na Bali (1906) – interwencja Holandii na wyspie Bali, która zniszczyła królestwa Badungu i Tabananu znajdujące się w południowej części Bali oraz zmarginalizowała rolę królestwa Klungkungu. Interwencja ta była szóstą z kolei.

## Kontekst
Holendrzy podbili północną część Bali już w połowie XIX wieku, włączając królestwa Jembrana, Buleleng i Karangasem w skład Holenderskich Indii Wschodnich. Południowe królestwa Tabanan, Badung i Klungkung zdołały jednak zachować niepodległość. Pomiędzy Holendrami a południowymi królestwami wybuchały często spory. Można było więc podejrzewać, że wcześniej czy później Holendrzy wykorzystają jakiś pretekst, aby zaatakować wspomniane królestwa.
Jednym z podstawowych sporów pomiędzy Holendrami a balijskimi królami były te, które dotyczyły rabunków wraków, znajdujących się na rafach otaczających Bali. Zgodnie z tradycją balijską, która zwała się tawan karang, król balijski uważał wraki za własność z czym oczywiście nie zgadzali się Holendrzy. 27 maja 1904 roku chiński szkuner „Sri Kumala” uderzył w rafę niedaleko plaży Sanur i został splądrowany przez Balijczyków. Holendrzy zażądali odszkodowania za rabunek, ale król Badungu odmówił zapłaty, mając za sobą poparcie króla Tabananu i króla Klungkungu. Władca Tabananu naraził się już wcześniej Holendrom poprzez zalegalizowanie tzw. praktyki suttee (był to rytuał polegający na ofierze krewnych, w związku ze śmiercią władcy, zwany również jako wesatia). Holendrzy wcześniej potępili tę praktykę nakazując Balijczykom rezygnację z niej.
W związku z incydentem w czerwcu 1906 roku Holendrzy rozpoczęli blokadę południowego wybrzeża Bali wysyłając do Balijczyków ultimatum.

## Interwencja
14 września 1906 roku liczne siły Królewskiej Armii Holenderskich Indii Wschodnich pod nazwą Szóstej Ekspedycji Wojskowej wylądowały w północnej części plaży Sanur.

### Kesiman
Siły holenderskie nie napotkały większego oporu maszerując w głąb wysp i dotarły do miasta Kesiman 20 września 1906 roku. W mieście Kesiman lokalny władca, który był wasalem króla Badungu, nie żył już (zamordowany został przez swojego kapłana). Powodem jego śmierci była odmowa oporu zbrojnego wobec Holendrów. Pałac został spalony, a miasto było opuszczone.

### Denpasar
Jednostki holenderskie nie napotykając żadnego oporu dotarły do miasta Denpasar. Kiedy zbliżyły się do pałacu królewskiego zauważono dym unoszący się z pałacu Puri i usłyszano walanie bębnów dochodzące zza murów pałacowych.
Przy pałacu pojawiła się milcząca procesja, kierowana przez radżę, który niesiony był w lektyce przez czterech mężczyzn. Radża ubrany był w tradycyjny biały strój, miał na sobie mnóstwo biżuterii, a jego uzbrojeniem był rytualny sztylet. Pozostałe osoby w procesji składały się z urzędników radży, strażników, kapłanów, żon i dzieci, którzy ubrani byli podobnie jak radża.
Procesja zatrzymała się ok. 100 m od Holendrów. Radża wysiadł z lektyki, dając znak kapłanowi, który po chwili wbił sztylet w jego pierś. Reszta procesji zaczęła się nawzajem zabijać, co było częścią rytuału Puputan („walcz aż do śmierci”). Kobiety z odrazą rzucały biżuterią i złotymi monetami w wojsko.
„Przypadkowy strzał” i „atak lancą oraz włócznią” sprowokował Holendrów do otwarcia ognia z karabinów i dział artyleryjskich. Jednocześnie z nowymi osobami wychodzącymi z pałacu rosła ilość zwłok, które leżały na sobie. Cała procesja osiągnęła ostatecznie liczbę ok. 1000 osób. Prawie wszyscy zostali zabici przez Holendrów.
Inne relacje opisują, że Holendrzy otworzyli ogień do Balijczyków znajdujących się poza bramą pałacu, którzy uzbrojeni byli w tradycyjne sztylety, włócznie i tarcze, a ci którzy przeżyli zabijali siebie nawzajem zgodnie z zasadami puputanu.
Żołnierze ograbili zwłoki z kosztowności. Pałac Denpasar został całkowicie zniszczony.
Tego samego popołudnia doszło do podobnych wydarzeń w pałacu Pemecutan, gdzie przebywał współrządzący Gusti Gede Ngurah. Holendrzy pozwolili, aby dygnitarze w Pemecutan pomordowali się nawzajem, a sami zajmowali się w tym czasie rabunkiem.
Masakra tkwi w pamięci mieszkańców jako tzw. „Badung Puputan” i czczona jest jako przykład oporu wobec obcej agresji. Na centralnym placu Denpasar, tam, gdzie kiedyś stał pałac, postawiono potężny pomnik z brązu, który sławi opór Balijczyków w Puputan.

### Tabanan
Wojska holenderskie kontynuowały marsz do królestwa Tabanan, z którego król Gusti Ngurah Agung i jego syn uciekli, by potem poddać się Holendrom i próbować wynegocjować pokój i stać się wasalami Holendrów.
Holendrzy zaoferowali im jednak jedynie wygnanie na nieopodal znajdujące się wyspy Madura lub Lombok, co spowodowało, że król i jego syn zabili się nawzajem (puputan) w więzieniu dwa dni później. Ich pałac został splądrowany i zrównany z ziemią przez Holendrów.

### Klungkung
Siły holenderskie pomaszerowały także do Klungkungu i rozważały atak na króla Dewa Agunga, który był faktycznym władcą Bali, jednak wycofały się z tego, jako że Dewa Agung powstrzymał się od jakichkolwiek działań wojskowych wobec Holendrów oraz zgodził się podpisać porozumienie na mocy, którego miał zniszczyć swoje umocnienia, zniszczyć arsenał broni i znieść podatki importowe i eksportowe.
Pretekst, aby zaatakować Klungkung pojawił się później w czasie holenderskiej interwencji na Bali w 1908 roku, która ostatecznie położyła kres władzy tubylców na Bali.

## Po interwencji
Na krótką metę inwazja holenderska na Bali w 1906 roku i jej ciąg dalszy z 1908 roku przypieczętowała holenderską kontrolę nad wyspą.
Holenderska inwazja była jednak bardzo skrupulatnie obserwowana przez prasę, a relacje z okrutnego podboju południowej części wyspy przedostały się do opinii publicznej na zachodzie Europy. Tym samym obraz Holandii jako łagodnej i odpowiedzialnej potęgi kolonialnej został bardzo poważnie nadszarpnięty.
Holendrzy pod wpływem ostrej krytyki swoich działań na Jawie, Sumatrze i wschodnich wyspach zdecydowali przeprowadzić akcję poprawiającą wizerunek i ogłosili ustanowienie tzw. „polityki etycznej”. Konsekwencją tych działań było stworzenie programu mającego na celu zachowanie kultury wyspy Bali i jej unikalnego charakteru. W roku 1914 Bali zostało otwarte dla turystów, co miało na celu dodatkowe wsparcie dla wyspy jako „żywego muzeum” kultury klasycznej.